# Девочка-пулемёт
«Девочка-пулемёт» (яп. 片腕マシンガール катаудэ масин га:ру, «девочка с рукой-пулемётом»; англ. The Machine Girl) — японский комедийный боевик с обилием киноляпа, дешёвых спецэфектов, а также бутафорской крови и частей тела.

## Сюжет
С младшего брата обычной школьницы Ами требуют деньги. Лидер вымогателей — сын главы якудзы. В разговоре Ами с братом упоминается о том, что их родители покончили с собой, когда были обвинены в убийстве. Когда брат не принёс деньги вымогателям (в первый раз принесённые им деньги вымогатели сожгли), его и его друга убивают. Ами предчувствовала это и поспешила брату на помощь, однако по дороге её пытаются изнасиловать хулиганы, девушке удается дать насильникам отпор, но из-за этого Ами не успевает спасти брата, которого с другом хулиганы скидывают с верхних этажей парковки и те разбиваются насмерть. Найдя в дневнике брата, имитирующем «Тетрадь смерти», записи, она узнает имена его обидчиков и идёт домой к одному из них — другу сына главы якудзы пытаясь добиться справедливости мирным путем. Однако отец одного из обидчиков сначала во всём обвиняют её, но потом говорит, что якудза уже давно в доле с полицией и вместе со своей женой пытаются её убить, но Ами удается сбежать, после чего она понимает, что мирным путем добиться ничего не выйдет, и она возвращается в этот дом, где сначала убивает их сына, а после и мать. Пока отец обидчика принимает ванну, она приходит к нему и со словами «omaewa u shindau», держа в руках обезглавленное тело обидчика, буквально поливает его кровью. После чего она направляется в дом клана якудзы, дабы отомстить главному виновнику смерти ее брата, сыне главы клана якудзы Шо Кимуре, однако в ходе сражения, она попадает в плен, где ее мучают, отрубают пальцы на руке, а затем и саму руку. Ами сбегает и попадает в дом, где живет семья друга ее брата, который так же погиб от хулиганов на той парковке. Инженер создает для Ами вместо руки пулемёт и они все вместе отражают атаку якудзы, во время которой убивают инженера. Один человек попадает в плен к девушкам, которые забивают ему тринадцать гвоздей в голову. Затем девушки отправляются мстить. Босс натравливает на них лучших самураев, но девушкам всё нипочём. Одному Ами бензопилой отрезает верхнюю часть туловища, другого обезглавливает, а третьего «делит» пополам бензопилой. Затем Ами «разбирается» с сыном босса и женой босса. Она на лету мечом отрубает им верхние части головы, те летят в воздухе и падают таким образом, что у сына оказывается голова своей матери, а у его матери — голова своего сына.